# Dasineura kiefferiana
Dasineura kiefferiana är en tvåvingeart som först beskrevs av Rubsaamen 1891.  Dasineura kiefferiana ingår i släktet Dasineura och familjen gallmyggor. Inga underarter finns listade i Catalogue of Life.